# Dromia dormia
Dromia dormia är en kräftdjursart som först beskrevs av Carl von Linné 1763.  Dromia dormia ingår i släktet Dromia och familjen Dromiidae. Inga underarter finns listade i Catalogue of Life.